# Anett Schuck
Pour les articles homonymes, voir Schuck.
Anett Schuck, née le 11 avril 1970 à Leipzig, est une kayakiste allemande.

## Palmarès

### Jeux olympiques
- 2000 à Sydney, (Australie) :
  -  Médaille d'or en K-4 500 m.
- 1996 à Atlanta, (États-Unis) :
  -  Médaille d'or en K-4 500 m.

### Championnats du monde
- 2002 à Séville,  Espagne
  -  Médaille d'argent en K-4 500 m
  -  Médaille de bronze en K-4 200 m
- 2001 à Poznań,  Pologne
  -  Médaille d'argent en K-4 500 m
- 1999 à Milan,  Italie
  -  Médaille d'argent en K-4 500 m
- 1998 à Szeged,  Hongrie
  -  Médaille d'or en K-4 500 m
  -  Médaille d'argent en K-2 500 m
- 1998 à Dartmouth,  Canada
  -  Médaille d'or en K-2 200 m
  -  Médaille d'or en K-2 500 m
  -  Médaille d'or en K-4 200 m
  -  Médaille d'or en K-4 500 m
- 1995 à Duisbourg,  Allemagne
  -  Médaille d'or en K-2 500 m
  -  Médaille d'or en K-4 500 m
  -  Médaille d'argent en K-4 200 m
- 1994 à Mexico,  Mexique
  -  Médaille d'or en K-4 500 m
  -  Médaille d'argent en K-4 200 m
- 1993 à Copenhague,  Danemark
  -  Médaille d'or en K-2 5000 m
  -  Médaille d'or en K-4 500 m
  -  Médaille de bronze en K-2 500 m